# I miti degli dei
I miti degli dei è un libro scritto da Luciano De Crescenzo nel 1993, due anni dopo aver completato la sua trasmissione televisiva RAI: Zeus - Le gesta degli dei e degli eroi. Il romanzo è stato pubblicato a Milano da Arnoldo Mondadori ed è incluso nella raccolta I grandi miti greci.